# Chileens constitutioneel referendum 1980

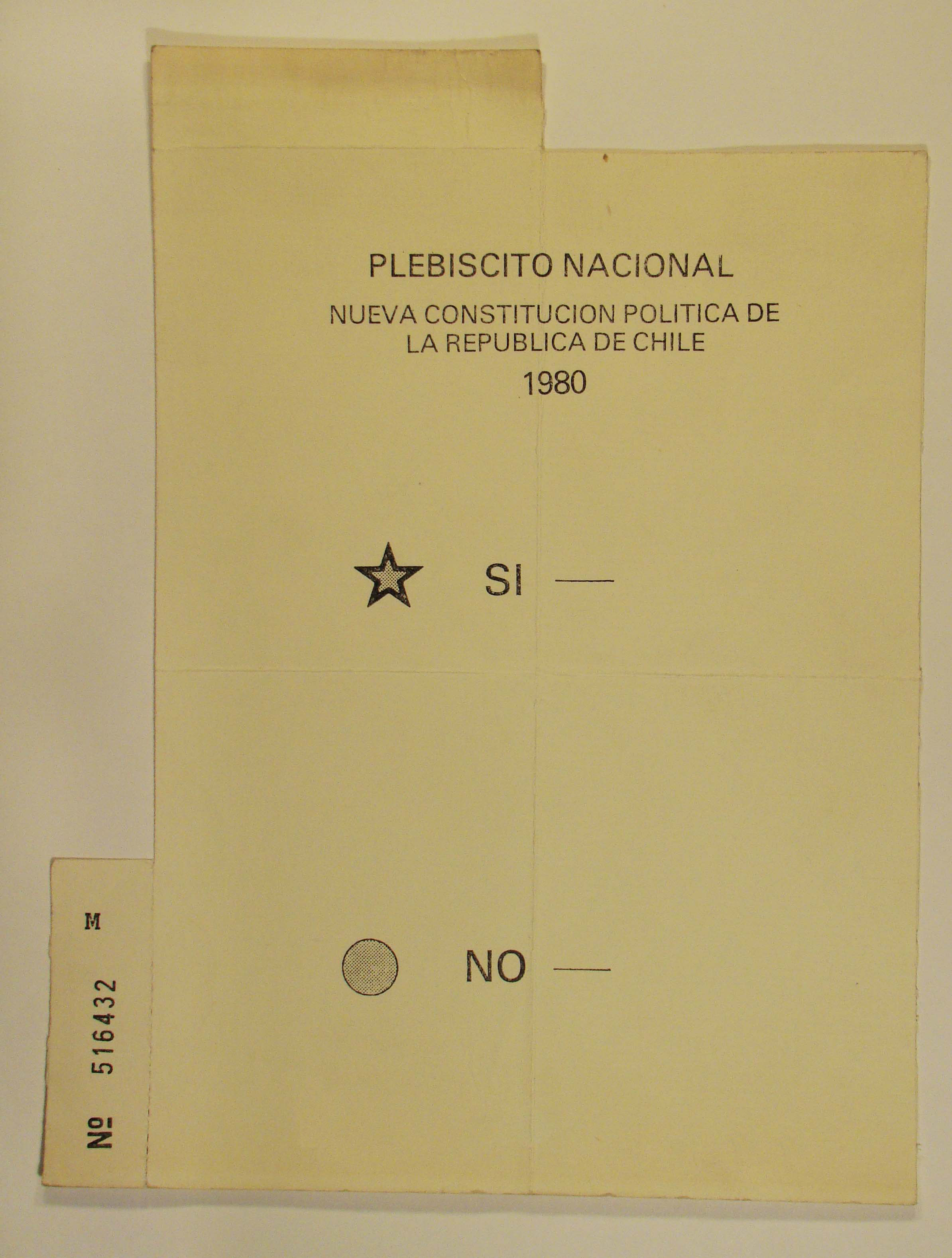
Het stembiljet dat bij het referendum van 1980 werd gebruikt

Het Chileens constitutioneel referendum van 1980 vond op 11 september 1980 plaats. Een meerderheid van de kiesgerechtigden (67%) sprak zich uit voor de vervanging van de grondwet van 1925 door een nieuwe grondwet. Het referendum ging uit van de militaire regering onder leiding van president Augusto Pinochet. 

## Nieuwe grondwet
Een aantal jaren eerder had Pinochet een Staatsraad ingesteld om een nieuwe grondwet voor te bereiden. De door de Staatsraad vervaardigde concept-grondwet werd echter door de militaire regering dusdanig aangepast dat er van het oorspronkelijke concept nog maar weinig overbleef. 
De nieuwe grondwet waar de kiezers zich over uit moesten spreken versterkte de positie van de president nog verder en voorzag in het instellen van een grondwettelijk hof en een nationale veiligheidsraad (COSENA). Ook zou er op termijn een parlement worden ingesteld. In die tussenliggende periode zouden de taken van het parlement worden waargenomen door de militaire junta. De president zou voor een periode van acht jaar worden gekozen. In het laatste jaar van zijn presidentschap was het de taak van junta om een referendum uit te schrijven waarin de kiezers zich moesten uitspreken of zij akkoord gingen met een door junta aangewezen opvolger. Omdat er in 1978 al een referendum was gehouden waarin de bevolking Pinochet in het ambt van president bevestigde, zou Pinochet na het constitutioneel referendum gewoon als president aanblijven.

### Uitslag
| Chileens referendum van 1980     | Chileens referendum van 1980 | Chileens referendum van 1980 |
| Uitslag                          | Uitslag                      | Uitslag                      |
|                                  | stemmen                      | percentage                   |
| -------------------------------- | ---------------------------- | ---------------------------- |
| "Ja"                             | 4.121.067                    | 65,71%                       |
| Blanco stemmen                   | 83.812                       | 1,33%                        |
| Totaal "Ja"-kamp                 | 4.204.879                    | 67,04%                       |
| Neen                             | 1.893.420                    | 30,19%                       |
| Ongeldig uitgebrachte stemmen    | 173.569                      | 2,77%                        |
| Totaal uitgebrachte stemmen      | 6.271.868                    | 100%                         |
| Geregistreerde stemmers/ opkomst | 7.556.613                    | 93,73%                       |
| Bron: Silva Bascuñán (1997)      |                              |                              |

### Waarschijnlijke verkiezingsfraude

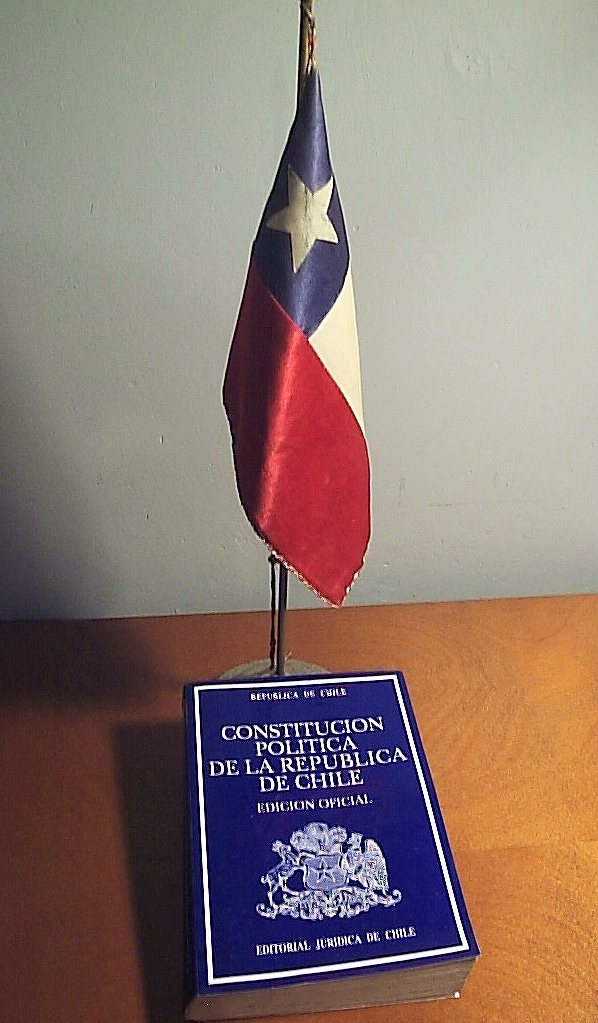
De grondwet van 1980

Hoewel de resultaten werden geaccepteerd door een kiescommissie, verzette de oppositie zich tegen de uitslag. Volgens hen was er gesjoemeld met de resultaten. Een groep van 46 politici en opposanten van het regime onder leiding van oud-senator Patricio Aylwin had als grootste bezwaar dat men zijn of haar stem moest uitbrengen middels een in inkt gedompelde duimafdruk. Zo'n methode van stemmen kan natuurlijk gemakkelijk worden misbruikt. Gezien het ondemocratische karakter van het regime moet men het aannemelijk achtten dat er sprake is geweest van verkiezingsfraude.
Een ander punt van kritiek is dat tegenstanders van Pinochet en de militaire regering die op het moment van het referendum in de gevangenis zaten om politieke redenen niet mochten stemmen.